# Gressoney
Gressoney var en kommun i regionen Aostadalen i nordvästra Italien, som bildades 1928 genom sammanslagningen av kommunerna Gressoney-La-Trinite och Gressoney-Saint-Jean.
Under den fascistiska perioden mellan åren 1939 och 1946 användes det italienska namnet Gressonei. 1946 återblev Gressoney-La-Trinité och Gressoney-Saint-Jean två skilda kommuner och namnet Gressonei upphörde att gälla. 
Området är känt för sin skidåkning och är sammankopplat med Alagna Valsesia och Champoluc.